# Троицкий храм (Троица)
Церковь Живоначальной Троицы — недействующий православный храм в селе Троица Любимского района Ярославской области. Является памятником архитектуры регионального значения.
Здание храма находится в аварийном состоянии. Службы проводят в расположенной рядом часовне Всех Святых.

## Описание

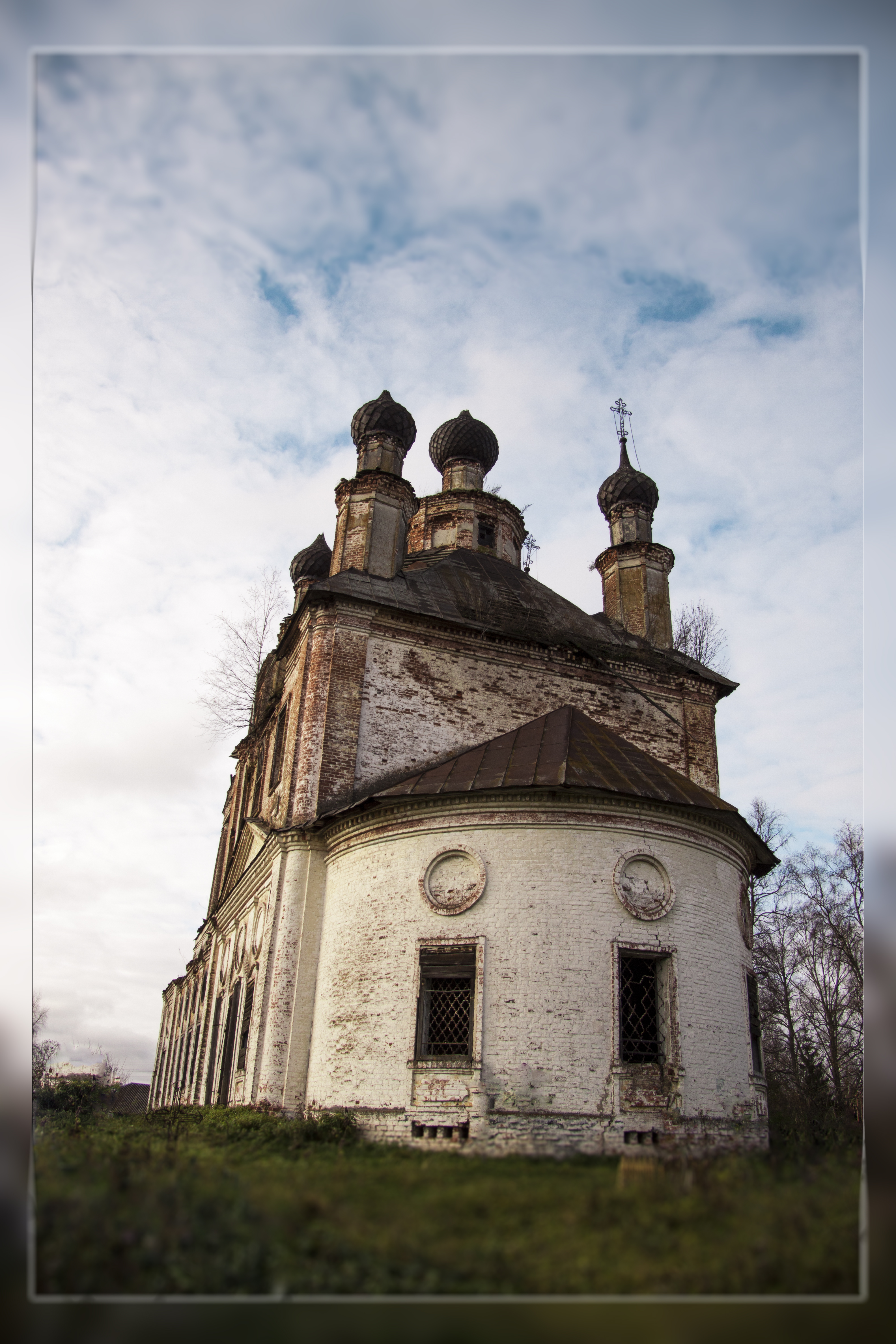

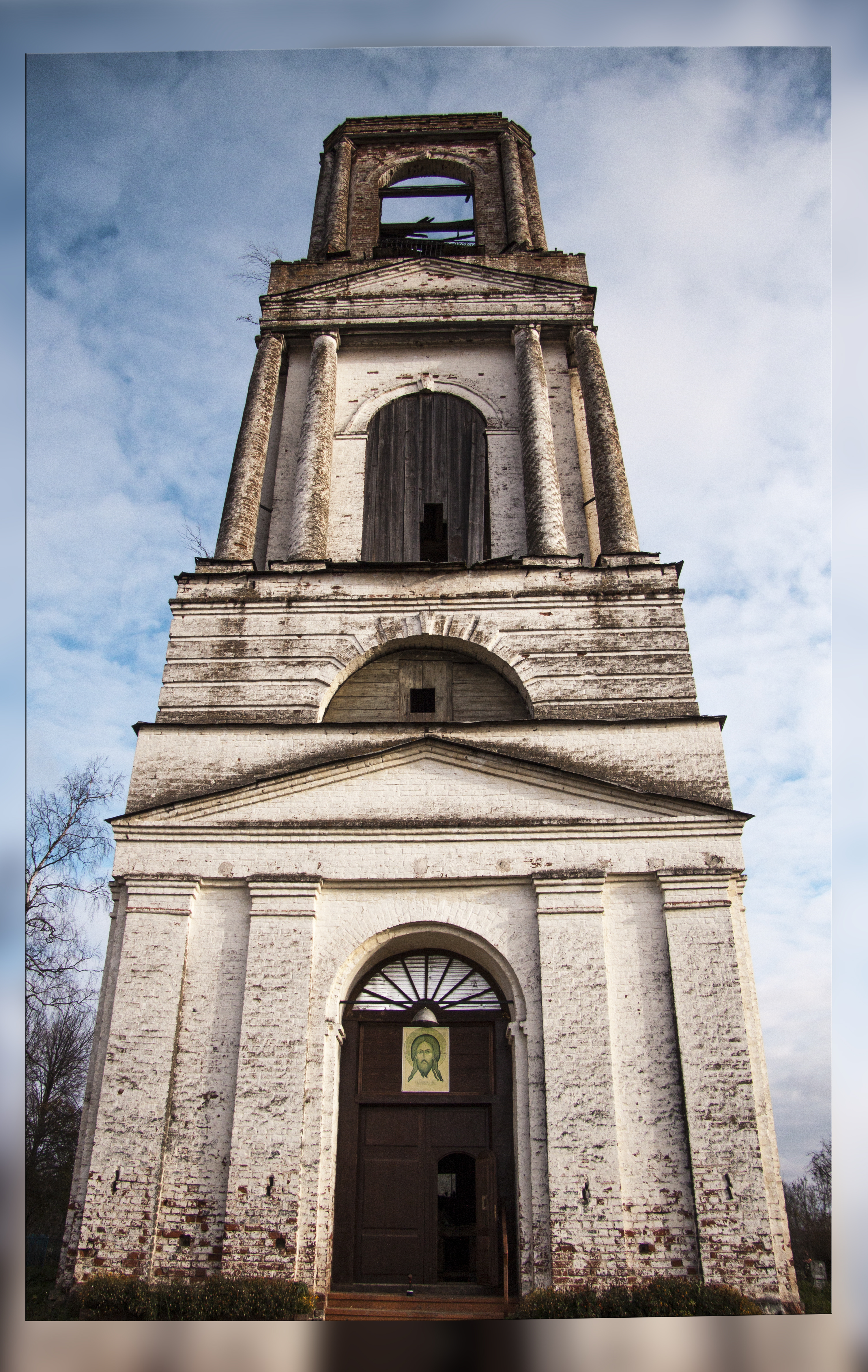

Каменная церковь с тремя престолами: Святой Троицы, святителя и чудотворца Николая и святого великомученика Димитрия Солунского.

## История
Храм был построен в 1810 году на деньги прихожан.
С 1927 году службу в храме вёл ныне причисленный к лику святых как священномученик священник Сергий (Заварин), который 30 октября 1937 года во время богослужения был арестован сотрудниками НКВД.